# Rūdolfs Bangerskis
Rūdolfs Karls Bangerskis (Duits: Rudolf Bangerskis, Russisch: Рудольф Карлович Бангерский) (Taurupe, 21 juli 1878 - Oldenburg, 25 februari 1958) was een Russische kolonel, Letse generaal en minister van Oorlog. Hij was ook een SS-Gruppenführer (generaal-majoor) en Generalleutnant in de Waffen-SS, en inspecteur van de Letse legioen tijdens de Tweede Wereldoorlog.  Bangerskis vocht in vier oorlogen.

## Leven
Op 21 juli 1878 werd Rudolf Bangerskis geboren in Taurupe, toen in het Keizerrijk Rusland. Hij was de zoon van een agrarisch echtpaar Karl en Ilse Bangerskis. Hij kwam uit een gezin van acht kinderen. Tussen 1884 en 1890 ging hij naar school in Jaunpils. Hierna ging Bangerskis voor een semester naar de Russische districtsschool in Friedrichstadt. In 1895 behaalde hij zijn diploma aan de stadsschool in Jaunjelgava. Hierna trad Bangerskis in dienst van het Keizerlijk Russisch Leger, en werd opgeleid tot onderofficier in het bataljon Riga aan de Vladimir militaire school in Sint-Petersburg. Vanaf augustus 1897 werd hij geplaatst in het 145-й пехотный Новочеркасский Императора Александра III полк (vrije vertaling: 145e Novotsjerkassk infanterieregiment "Keizer Alexander III") gestationeerd in Sint-Petersburg. In de herfst van 1899 werd Bangerskis naar de Vladimir militaire academie in Sint-Petersburg gecommandeerd. Tijdens zijn leergang aan de militaire academie werd hij op 3 augustus 1901 bevorderd tot Praporshchik (sergeant-majoor). Hierna volgde zijn plaatsing bij het 93-й пехотный Иркутский Его Императорского Высочества Великого Князя Михаила Александровича полк (vrije vertaling: 93e Irkoetsk infanterieregiment "Zijne Koninklijke Hoogheid Grootvorst Michaël Aleksandrovitsj van Rusland") gestationeerd in Pleskau. Op 25 november 1901 volgde zijn bevordering tot Praporshchik (tweede luitenant). Direct na zijn bevordering werd Banderskis geplaatst bij het 96-й пехотный Омский полк (vrije vertaling: 96e Omsk infanterieregiment) dit was ook in Pleskau gestationeerd. Hierna werd hij als chef van de mobilisatieafdeling geplaatst in het 36-й пехотный Орловский генерал-фельдмаршала князя Варшавского графа Паскевича-Эриванского полк (vrije vertaling: 36e Orlovskysche infanterieregiment Veldmaarschalk Prins van Warschau Graaf Paskevitsj), dit maakte onderdeel uit van de 9e Divisie die gestationeerd was in de regio Poltava in Oekraïne. Bangerskis diende met deze eenheid in Mantsjoerije tijdens de Russisch-Japanse Oorlog. Vanaf november 1905 tot februari 1906 ging hij met ziekteverlof. In maart 1906 keerde Bangerskis terug in actieve dienst, en werd als compagniecommandant van een compagnie in het 36e Orlovskysche infanterieregiment Veldmaarschalk Prins van Warschau Graaf Paskevitsj in Krementsjoek ingezet. Hierop volgend was hij werkzaam als adjudant van de commandant van de 2e Brigade in de 9e Infanteriedivisie. Op 13 augustus 1910 werd hij bevorderd tot Shtabs-kapitan, en van 1 december 1912 tot 23 juli 1914 studeerde Bangerskis de theorie en praktijk van oorlog, en volgde nog voor zes maanden politieke wetenschappen aan de Keizerlijke Militaire Academie Nicolaas in Sint-Petersburg.

### Eerste Wereldoorlog
Hij keerde terug naar het 36ste, en werd tot compagniecommandant van de 10e compagnie benoemd, die op dat moment aan het front in Galicië vocht. Op 10 september 1914 werd Bangerskis bevorderd tot Kapitan (majoor). Hierna werd hij toegewezen aan de staf van het 4e Leger, waar hij Bangerskis als verbindingsofficier werd ingezet. Vanaf 8 maart 1915 werd hij als oudste adjudant toegewezen aan de staf van het 31e Legerkorps, waar hij onder de generaal der artillerie Pavel Misjtsjenko diende.
Op 12 augustus 1915 werd overgeplaatst naar het 5e Leger in Daugavgrīva, om de commandant te assisteren in de oprichting van de Letse Schutters bataljons. Hierna volgde zijn benoeming tot commandant van het 1. Daugavgrīvas latviešu strēlnieku pulks (vrije vertaling: 1e Daugavgrīva Lets Schuttersregiment). Op 5 november 1916 werd Bangerskis aangesteld als waarnemend commandant van het 2. Rīgas latviešu strēlnieku pulks (vrije vertaling: 2e Riga Lets Schuttersregiment). Hierna volgde op 2 november 1916 zijn bevordering tot Podpolkovnik (luitenant-kolonel). Op 2 december 1916 werd Bangerskis benoemd tot stafchef van de divisie van Verenigde Letse Schutters in het 5e Siberisch Korps wat onderdeel van het 12e Leger was. Hierna werd hij benoemd tot waarnemend commandant van het 4. Vidzemes latviešu strēlnieku pulka (vrije vertaling: 4e Vidzeme Letse Schuttersregiment), hij voerde deze functie uit tot 11 februari 1917. Op 11 februari 1917 volgde werd hij bevorderd tot Polkovnik (kolonel). Hierna werd Bangerskis benoemd tot commandant van het 17e Sibirisch Schuttersregiment, dit was gelegerd in Troizka bij Orenburg. Op 3 maart 1918 werd Bangerskis na de Vrede van Brest-Litovsk ontslagen uit het Keizerlijk Russisch Leger.

### Interbellum
Na zijn ontslag uit het leger, werkte hij als controleur in een conservenfabriek in Troizka. Hij keerde niet veel later terug naar Sint-Petersburg. In juni 1918 trad Bangerskis in dienst van het Witte leger, en werd tot stafchef van de garnizoensstaf in Jekaterinenburg benoemd. Later werd hij benoemd tot stafchef van de 7e Oeral Bergdivisie. In de herfst van 1918 werd Bangerskis benoemd tot commandant van de 12e Oeral Schuttersdivisie aan het Oefa-front, vechtend tegen de Bolsjewieken. Op 5 februari 1919 werd hij bevorderd tot ģenerālmajoru (generaal-majoor) in het Witte leger. Na zijn bevordering volgde zijn benoeming tot commandant van het 3e Oefa Korps, met zijn hoofdkwartier in het rayon Tsjita, Siberië. Van 1919 tot december 1920 was Bangerskis chef van de versterkte rayon Tsjita. In augustus van 1920 werd hij bevorderd tot ģenerālleitnantu (luitenant-generaal). Als opperbevelhebber van de legergroep, wist Bangerskis na de terugtrekking de Mantsjoerije-grens te bereiken. Daar legde hij de wapens neer, en trok de grens over in China. In december 1920 was Bangerskis medeorganisator van een wederzijdse hulporganisatie voor voormalige militairen in Harbin. In die hoedanigheid was hij ook werkzaam in Japan en Vladivostok.
In juli 1921 keerde Bangerskis terug naar Letland, waar hij in Kokenhusen een molen leidde. Op 29 februari 1924 keerde hij terug in het Lets leger, en werd als Pulkvedis (kolonel) ingeschaald. Tegelijk werd hij benoemd tot commandant van de 1. Kurzemes kājnieku divīzija (vrije vertaling: 1e Koerland Infanteriedivisie) gestationeerd in Libau. Als lid van de Letse regering van Hugo Celmins werd Bangerskis benoemd tot minister van Oorlog. Hierna werd hij vanaf 24 december 1925 tot 19 december 1925 ter beschikking van de opperbevelhebber van het Letse leger gesteld. Op 18 november 1925 werd Bangerskis bevorderd tot Generālis (generaal). Op 19 december 19126 werd Bangerskis weer benoemd tot minister van Oorlog, deze keer in de regering van Marģers Skujenieks.
Op 6 juli 1928 werd hij benoemd tot bevelvoerend-generaal van de 3. Latgales kājnieku divīzijas (vrije vertaling: 3e Letgallen Infanteriedivisie). Hierop volgend nam Bangerskis het bevel van de 4. Zemgales kājnieku divīziju (vrije vertaling: 4e Semgallen Infanteriedivisie) op zich. Daarna werd hij benoemd tot commandant van een technische divisie in het Lets leger. Van 27 september 1930 tot 25 oktober 1933 was Bangerskis het hoofd van de Letse militaire academie. Op 30 januari 1937 ging hij met pensioen, vanwege het bereiken van de maximum leeftijd voor de dienst.
In de burgermaatschappij werd hij benoemd tot voorzitter van de Raad van Bestuur van de baksteenfabriek Kiegelis Co in Riga. Bangerskis was werkzaam in deze functie tot het bedrijf werd genationaliseerd. Hierna werd hij aangenomen als plaatsvervanger van de technische ingenieur, in een staatsbedrijf voor baksteenproductie. Hij werd benoemd tot hoofd van de productieplanning en technische zaken.

### Tweede Wereldoorlog
Op 14 juni 1940 werd hij beschuldigd van spionage, en bijna gearresteerd door NKVD. Bangerskis vluchtte uit Riga, en ging werken als landarbeider in de provincie Koerland. In juli 1940 keerde hij terug naar Riga, en ging weer werken als manager in de baksteenproductie. Hij was tijdelijke bestuursvoorzitter van het rayon Kalnciems bedrijf. Op 15 december 1940 werd Bangerskis aangenomen als adviseur voor de directoraat-generaal Justitie, daar werkte hij onder Alfrēds Valdmanis van het Lets zelfbestuur.
Op 19 maart 1943 na aanstelling door de Reichsführer-SS Heinrich Himmler werd Bangerskis lid van de Waffen-SS, en door de SS-Brigadeführer en Generalmajor in de Waffen-SS Peter Hansen ondertekende order van de bevestiging hiervan. Hij werd tegelijk benoemd tot Legion-Brigadeführer en Generalmajor in de Waffen-SS in het Lettische SS-Freiwilligen Legion. Maar Bangerskis werd nooit commandant van de divisie. Van 30 januari 1944 tot 20 februari 1945 was hij chef van het SS-Ersatzkommando Lettland, dat hiërarchisch viel onder de HSSPF Friedrich Jeckeln. In november 1944 werd Bangerskis gekozen tot president van het Lets Nationalistisch Comité, dit was een voorlopige Letse regering onder de auspiciën van de Duitsers in Potsdam. Deze voorlopige Letse regering in ballingschap nam de jurisdictie over van de enige regio, die niet door de Russen bezet was, namelijk Koerland. Op 20 februari 1945 werd Bangerskis officieel gekozen tot president van Letland. Er wordt gezegd dat onder zijn verantwoordelijkheid ongeveer 50.000 Letse joden zijn vermoord.

## Na de oorlog
Op 21 juni 1945 werd Bangerskis door de Britse inlichtingendienst gearresteerd waarna hij vanaf 2 juli 1945 in Goslar was geïnterneerd. Hij werd door andere Letten bestempeld als 'nazi'. Hij werd in een hotel-restaurant in Bleiche opgesloten. Hij werd overgeplaatst naar een gevangenis in Braunschweig en van daaruit naar een krijgsgevangenkamp in Westertimke verplaatst. Op 23 juli 1945 werd Bangerskis naar een krijgsgevangenkamp in Sandbostel gevoerd en vanaf 23 juli 1945 naar een krijgsgevangenkamp voor Letten in Westerbuhr bij Aurich. Op 25 december 1945 werd hij vrijgelaten uit de krijgsgevangenschap. Hij zat hierna in een kamp voor ontheemde personen in Oldenburg. Bangerskis leefde hierna als in Ohmstede bij Oldenburg. In de nacht van 24-25 februari 1958 tijdens het verlaten van een autobus verongelukte Bangerskis dodelijk. Hij werd in eerste instantie begraven op de begraafplaats van Ohmstede, maar herbegraven in de begraafplaats van de Broeders Riga.

## Familie
Het SS-personeelsdossier vermeldt niet of hij ooit getrouwd is geweest. Bangerskis had wel een geadopteerde dochter.

## Carrière
Bangerskis bekleedde verschillende rangen in zowel de Keizerlijk Russisch Leger als Waffen-SS. De volgende tabel laat zien dat de bevorderingen niet synchroon liepen.
| Datum                                              | Keizerlijk Russisch Leger | Witten leger     | Lets leger | Waffen-SS                                                  |
| -------------------------------------------------- | ------------------------- | ---------------- | ---------- | ---------------------------------------------------------- |
| 20 oktober 1985                                    | Vrijwilliger              | —                | —          | —                                                          |
| september 1987                                     | Onderofficier             | —                | —          | —                                                          |
| 3 augustus 1901                                    | Podpraporschik            | —                | —          | —                                                          |
| 25 november 1901                                   | Podporuchik               | —                | —          | —                                                          |
| 13 augustus 1905                                   | Poruschik                 | —                | —          | —                                                          |
| 13 augustus 1910                                   | Shtabs-kapitan            | —                | —          | —                                                          |
| 10 september 1914                                  | Kapitan                   | —                | —          | —                                                          |
| 2 november 1916                                    | Podpolkovnik              | —                | —          | —                                                          |
| 11 februari 1917                                   | Polkovnik                 | —                | —          | —                                                          |
| 5 februari 1919                                    | —                         | ģenerālmajoru    | —          | —                                                          |
| Augustus 1920                                      | —                         | ģenerālleitnantu | —          | —                                                          |
| 29 februari 1924                                   | —                         | —                | Pulkvedis  | —                                                          |
| 17 november 1925 (met ingang van 18 november 1925) | —                         | —                | Generālis  | —                                                          |
| 13 maart 1943 (met ingang van 1 maart 1943)        | —                         | —                | —          | Legion-Brigadeführer en Generalmajor in de Waffen-SS       |
| 31 augustus 1943 met ingang van 1 april 1943)      | —                         | —                | —          | Waffen-SS-Gruppenführer en Generalleutnant in de Waffen-SS |

- Bangerskis was geen lid van de Allgemeine-SS, die bestond niet in Letland, daarom had Reichsführer Heinrich Himmler hem enigszins afwijkende militaire rang gegeven. De toevoeging van WA voor de rang. De buitenlandse vrijwilligers werden ook niet in de Dienstalterslisten der SS opgetekend, en kregen ook geen SS-nummer[20].

## Onderscheidingen
Selectie:
- Sint-Georgekruis, 4e Klasse[4] in november 1917[16]
- Officier in de Orde van de Drie Sterren[4][16]
- Orde van Sint-Vladimir, 4e Klasse met Zwaarden op 10 september 1914[4][16][21]
- Orde van Sint-Anna
  - 2e Klasse en 3e Klasse met Zwaarden[4][16][21], 4e Klasse[4][16][21]
- Orde van Sint-Stanislaus
  - 2e Klasse en 3e Klasse met Zwaarden[4][16][21]
- Orde van het Vrijheidskruis (Estland)[16]
- IJzeren Kruis 1939, 2e Klasse (15 juli 1944[4][16][21])
- Kruis voor Oorlogsverdienste, 1e Klasse (15 juli 1944[4][16][21]) en 2e Klasse 1943[21] of 1944[16]) met Zwaarden
- Orde Polonia Restituta, 2e Klasse[4][16]
- Commandeur in het Legioen van Eer[4][16]

## Publicatie
- (lt)  Mana mūža atmiņas (4 delen). Imanta, 1960